# Instytucja (zarządzanie)
Instytucja (nauki o zarządzaniu) – zgodnie z definicją T. Pszczołowskiego to organizacja będąca zespołem współdziałających osób wyposażonych w zasoby. Pojęcie instytucji jest tożsame z pojęciem organizacji w znaczeniu rzeczowym. W tym sensie dla przykładu J. Zieleniewski używa terminu instytucja rozumiejąc ją jako twór społeczny, czyli „rzecz zorganizowaną”, w której skład wchodzą ludzie i ich aparatura. Również A. Bednarski pojęcia organizacja używa zamiennie z pojęciem instytucja. Analogiczna sytuacja występuje w innych podręcznikach i monografiach z zakresu nauk o zarządzaniu lub nauk o organizacji.
Również w codziennej praktyce gospodarczej i prawie termin instytucja jest powszechnie stosowany w znaczeniu podmiotowym (rzeczowym) obejmujący zarówno organizacje gospodarcze nastawione na zysk (w tym przedsiębiorstwa), jak i organizacje nie nastawione na zysk. Dla przykładu należy wymienić chociażby takie podmioty jak: instytucja finansowa, instytucja kredytowa, instytucja zarządzająca.